# Mikal Bridges
Mikal Bridges (* 30. August 1996 in Philadelphia, Pennsylvania) ist ein US-amerikanischer Basketballspieler, der bei den New York Knicks in der National Basketball Association (NBA) unter Vertrag steht. Bridges ist 1,98 Meter groß und läuft meist als Small Forward auf. Er spielte College-Basketball für die Villanova Wildcats. Er wurde im NBA-Draft 2018 von den Philadelphia 76ers an zehnter Stelle ausgewählt, jedoch sofort an die Phoenix Suns abgegeben.

## Laufbahn
Bridges spielte als Schüler Basketball an der Great Valley High School in Malvern nahe Philadelphia. In seiner ersten Saison an der Villanova University nahm Bridges am Übungsbetrieb teil, bestritt aber noch kein Spiel für die Hochschulmannschaft. In den folgenden Jahren nahm er eine stetige Entwicklung und wurde unter anderem durch seine Treffersicherheit beim Distanzwurf sowie als hartnäckiger Verteidiger zum Leistungsträger. Im Spieljahr 2015/16, als er mit Villanova zum ersten Mal den Meistertitel in der ersten Division der NCAA errang, trug er meist von der Bank kommend zum Triumph bei. Mit dem Beginn des Spieljahres 2016/17 stand er regelmäßig in der Anfangsaufstellung, in der Saison 2017/18 war Bridges einer der Hauptverantwortlichen, dass seine Mannschaft erneut die NCAA Division I Basketball Championship gewann. Er traf im Laufe der Spielzeit 2017/18 43,5 Prozent seiner Dreipunktwürfe (104 von 239), tat sich als guter Verteidiger hervor und war mit einem Durchschnitt von 17,7 Punkten der zweitbeste Korbschütze Villanovas.
Im April 2018 gab er bekannt, die Villanova University zu verlassen, ins Profilager zu wechseln und sich zum Draft-Verfahren der NBA anzumelden. Die NBA-Mannschaft aus seiner Heimatstadt, die Philadelphia 76ers, sicherte sich beim Draft die Rechte an Bridges. Er war der zehnte Spieler, der bei dem Verfahren im Juni 2018 aufgerufen wurde. Allerdings gaben die 76ers Bridges noch am selben Abend zu den Phoenix Suns ab und erhielten im Gegenzug Zhaire Smith.
2022 wurde Bridges erstmalig in das NBA All-Defensive First Team gewählt. Er entwickelte sich in Phoenix auch im Angriff zu einer Stütze, steigerte seine mittlere Punktausbeute in jeder Saison und erzielte 2022/23 im Schnitt 17,2 je Begegnung, ehe im Februar 2023 Bridges’ Zeit in Phoenix endete. Er kam durch einen Spielertausch, der vier Mannschaften einbezog, zu den Brooklyn Nets.
Im Juni 2024 wurde er zu den New York Knicks transferiert. Die Brooklyn Nets erhielten im Gegenzug Bojan Bogdanović, vier ungeschützte Erstrundenauswahlrechte für das NBA-Draftverfahren (2025, 2027, 2029, 2031) sowie ein geschütztes Erstrundenauswahlrecht der Milwaukee Bucks.

## Karriere-Statistiken

### NBA

#### Hauptrunde
| Saison  | Team               | GP  | GS  | MPG  | FG % | 3P % | FT % | RPG | APG | SPG | BPG | PPG  |
| ------- | ------------------ | --- | --- | ---- | ---- | ---- | ---- | --- | --- | --- | --- | ---- |
| 2018–19 | Phoenix            | 82  | 56  | 29.5 | .430 | .335 | .805 | 3.2 | 2.1 | 1.6 | 0.5 | 8.3  |
| 2019–20 | Phoenix            | 73  | 32  | 28.0 | .510 | .361 | .844 | 4.0 | 1.8 | 1.4 | 0.6 | 9.1  |
| 2020–21 | Phoenix            | 72  | 72  | 32.6 | .543 | .425 | .840 | 4.3 | 2.1 | 1.1 | 0.9 | 13.5 |
| 2021–22 | Phoenix            | 82  | 82  | 34.8 | .534 | .369 | .834 | 4.2 | 2.3 | 1.2 | 0.4 | 14.2 |
| 2022–23 | Phoenix / Brooklyn | 83  | 83  | 35.7 | .468 | .382 | .895 | 4.4 | 3.3 | 1.1 | 0.7 | 20.1 |
| 2023–24 | Brooklyn           | 82  | 82  | 34.8 | .436 | .372 | .814 | 4.5 | 3.6 | 1.0 | 0.4 | 19.6 |
| 2024–25 | Knicks             | 82  | 82  | 37.0 | .500 | .354 | .814 | 3.2 | 3.7 | 0.9 | 0.5 | 17.6 |
| Gesamt  | Gesamt             | 556 | 489 | 33.3 | .484 | .371 | .843 | 4.0 | 2.7 | 1.2 | 0.6 | 14.8 |

#### Playoffs
| Saison  | Team     | GP | GS | MPG  | FG % | 3P % | FT % | RPG | APG | SPG | BPG | PPG  |
| ------- | -------- | -- | -- | ---- | ---- | ---- | ---- | --- | --- | --- | --- | ---- |
| 2020–21 | Phoenix  | 22 | 22 | 32.1 | .484 | .368 | .893 | 4.3 | 1.6 | 1.0 | 0.7 | 11.1 |
| 2021–22 | Phoenix  | 13 | 13 | 38.5 | .478 | .394 | .933 | 4.7 | 2.8 | 1.1 | 1.0 | 13.3 |
| 2022–23 | Brooklyn | 4  | 4  | 39.3 | .429 | .400 | .783 | 5.3 | 4.0 | 0.5 | 0.5 | 23.5 |
| 2024–25 | Knicks   | 18 | 18 | 39.2 | .456 | .333 | .750 | 4.5 | 2.9 | 1.7 | 0.9 | 15.6 |
| Gesamt  | Gesamt   | 57 | 57 | 36.3 | .466 | .363 | .856 | 4.5 | 2.5 | 1.2 | 0.8 | 13.9 |